# 折纹核螺
折纹核螺（学名：Scalptia scalariformis），是新腹足目核螺科Scalptia属的一种。主要分布于马来西亚、印度尼西亚、韩国、台湾，常栖息在30m浅海泥沙底。